# Juraj Mikuš
Juraj Mikuš (* 30. listopad 1988) je slovenský profesionální hokejista.

## Kluby podle sezón
- 2000–2001 HK Dukla Trenčín
- 2001–2002 HK Dukla Trenčín
- 2002–2003 HK Dukla Trenčín
- 2003–2004 HK Dukla Trenčín
- 2004–2005 HK Dukla Trenčín
- 2005–2006 HK Dukla Trenčín
- 2006–2007 HK Dukla Trenčín, HK Považská Bystrica
- 2007–2008 HK Dukla Trenčín
- 2008–2009 HK Dukla Trenčín, HC Dukla Senica
- 2009–2010 Toronto Marlies
- 2010–2011 Toronto Marlies
- 2011–2012 Toronto Marlies
- 2012–2013 HC Lev Praha
- 2013–2014 HC Lev Praha KHL
- 2014/2015 HC Sparta Praha
- 2015/2016 HC Sparta Praha
- 2016/2017 HC Sparta Praha
- 2017/2018 HC Sparta Praha
- 2018/2019 HC Kometa Brno, HC Dynamo Pardubice
- 2019/2020 HC Dynamo Pardubice
- 2020/2021 HC Dynamo Pardubice
- 2021/2022 HC Dynamo Pardubice
- 2022/2023 HC Vítkovice Ridera
- 2023/2024 HC Vítkovice Ridera
- 2024/2025 HC Vítkovice Ridera

## Reprezentace
Statistiky reprezentace na Mistrovstvích světa a Olympijských hrách:
| Turnaj        | Místo konání                             | Z  | G | A | B | Umístění  | Soupisky          |
| ------------- | ---------------------------------------- | -- | - | - | - | --------- | ----------------- |
| MS 2015       | Česko (Praha, Ostrava)                   | 6  | 0 | 1 | 1 | 9. místo  | Soupiska MS 2015  |
| MS 2016       | Rusko (Moskva, Petrohrad)                | 7  | 0 | 2 | 2 | 9. místo  | Soupiska MS 2016  |
| MS 2017       | Německo Francie (Kolín nad Rýnem, Paříž) | 7  | 0 | 0 | 0 | 14. místo | Soupiska MS 2017  |
| ZOH 2018      | Jižní Korea (Pchjongčchang)              | 1  | 0 | 0 | 0 | 11. místo | Soupiska ZOH 2018 |
| Celkem na MS  |                                          | 20 | 0 | 3 | 3 |           |                   |
| Celkem na ZOH |                                          | 1  | 0 | 0 | 0 |           |                   |